# Vajda Dezső
Vajda Dezső (Budapest, 1922. szeptember 29. – Budapest, 1989. március 26.) magyar színész, operaénekes (basszus), érdemes művész.

## Életpályája
Színi tanulmányait magánúton és részben a Színiakadémián végezte. Pályafutását 1945-től kezdte prózai színészként, a Szakszervezeti Központ színházával járta az országot. 1949 és 1951 között a debreceni Csokonai Színház művésze volt. 1952-től az Állami Déryné Színházhoz szerződött. Itt, az operatársulat egyik alapító tagja és 1984-ig a jogutód Népszínház vezető magánénekese volt. Többször vendégszerepelt Bécsben is. Drámákban, prózai színészként is nagyszerű volt, illetve operaénekesként, akár komédiázó operabuffoként is. Kiváló alakításait intenzív színpadi jelenlét jellemezte. Művészetét 1982-ben érdemes művész-díjjal ismerték el. 

## Fontosabb színházi szerepei

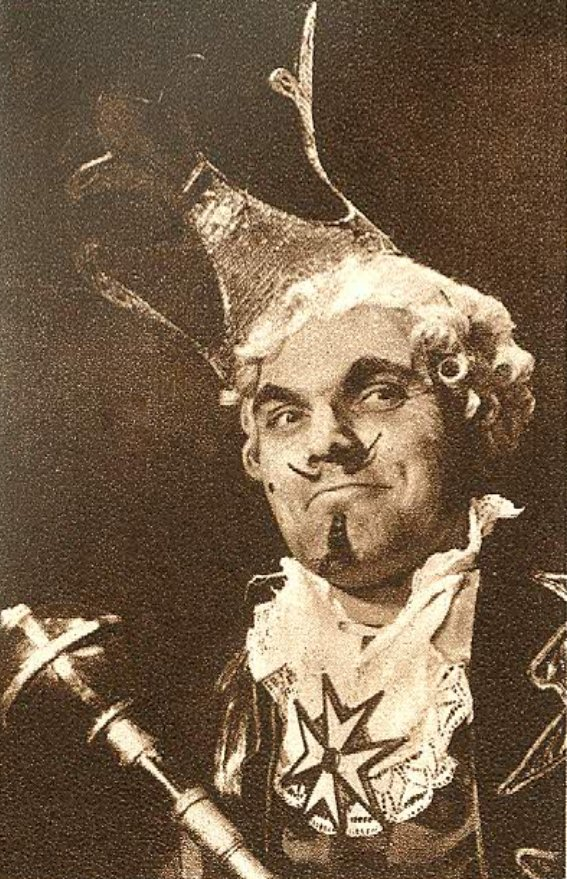
A francia király szerepében (Állami Déryné Színház)

- William Shakespeare: Hamlet... Polonius
- Szophoklész: Antigoné... Karvezető
- Henrik Ibsen: Nóra... Rank doktor
- Theodore Dreiser: Amerikai tragédia... Gilbert Griffiths
- Wolfgang Amadeus Mozart: Szöktetés a szerájból... Ozmin
- Gaetano Donizetti: Don Pasquale... Don Pasquale
- Gaetano Donizetti: Szerelmi bájital... Dulcamare
- Gioachino Rossini: A sevillai borbély... Basilio
- Ruggero Leoncavallo: Bajazzók... Tonio
- Bedřich Smetana: Az eladott menyasszony... Kecál, házasságközvetítő
- Jacques Offenbach: Hoffmann meséi... Antónia apja
- Johann Strauss: Cigánybáró... Zsupán
- Johann Strauss: A denevér... Frank, börtönigazgató
- Ránki György – Károlyi Amy: Pomádé király új ruhája... Pomádé király
- Kodály Zoltán: Háry János... Öreg Marci
- Kacsóh Pongrác: János vitéz... A francia király
- Sütő András – Szőnyi Erzsébet – Weöres Sándor: Vidám sirató egy bolyongó porszemért... Fügedes Károly, falusi ezermester
- Molnár Ferenc: Doktor úr... Dr. Sárkány
- Örsi Ferenc: Kilóg a lóláb... Lovas Tóth István

## Rendezése
- Tóth Miklós – Majláth Júlia – Fülöp Kálmán: Kutyaszorító[1]

## Díjai, elismerései
- Érdemes művész (1982)[2]